# Dorure sur bois
 (août 2017).
Si vous disposez d'ouvrages ou d'articles de référence ou si vous connaissez des sites web de qualité traitant du thème abordé ici, merci de compléter l'article en donnant les références utiles à sa vérifiabilité et en les liant à la section « Notes et références ».
La dorure sur bois est une technique apparue dès l'Antiquité consistant à recouvrir le bois de feuilles d’or. Elle est dorénavant surtout pratiquée pour la restauration d’œuvres d’art, mais aussi dans différentes réalisations contemporaines, intégrant la feuille d'or.
Aujourd'hui deux techniques existent pour dorer sur du bois, la dorure à l'eau, dite "à la détrempe" et la dorure à la mixtion.

## Histoire
Le savoir-faire de la dorure sur bois provient des Égyptiens, qui très tôt savaient battre la feuille d’or. Ils martelaient la feuille sur une sculpture, ce qui imitait l'or massif à moindre coût. Cette technique était utilisée en particulier pour décorer les sarcophages, ou encore le bien connu masque de Toutankhamon.
À l'époque romaine, les villas et palais sont peints et dorés en trompe l’œil ou moulure réelle.
À l'époque byzantine, les cadres sont peints et dorés à l'or ou avec du métal repoussé et ciselé. Ils peuvent être incrustés de pierres précieuses ou gravés dans du blanc de Meudon. Par ailleurs, les coupoles des églises orthodoxes sont dorées.
Durant les époques romane et gothique, les icônes sont peintes sur des panneaux de bois entourés d'une moulure. Des apprêts sont appliqués sur l'ensemble et la moulure est dorée, ainsi que le ciel et/ou des auréoles au dessus de la tête des personnages. Les retables et autels sont richement dorés et sculptés. Durant toute cette période, la dorure est consacrée uniquement aux œuvres liturgiques. Une petite corporation de 4 doreurs verra le jour, à Paris, en 1292. C'est l'époque où la dorure était faite à l’œuf battu.
À la Renaissance française, quelques cadres et éléments de mobiliers sont dorés mais la dorure n'est pas encore utilisée majoritairement.
Sous Louis XIII, la reparure fait son apparition, mais elle reste très sommaire. Les doreurs n'ont qu'un seul fer à bout rond qui sert à faire la nervure centrale des feuilles et quelques nervures. On trouve aussi le tout premier jeu de fond, le Bercley, qui apparaît sous ce style.
C'est donc sous Louis XIV, au XVIIe siècle, que l'histoire du bois doré commence réellement en France. Le roi Louis XIV s'en sert pour montrer sa puissance, affirmer son symbole de Roi Soleil et montrer, aussi, la richesse de la France. Dans des intérieurs qui manquent de lumière, les miroirs et les dorures présentes sur les boiseries permettent à la lumière des bougies à la cire d'abeille, extrêmement chère à l'époque, de se refléter et d'augmenter cette luminosité. Les nobles suivant toujours la mode du roi, acquirent dès lors eux aussi du mobilier doré dans leurs appartements. De ce fait, le métier de doreur prit beaucoup d’importance et les techniques se mirent en place à cette époque. La reparure se résume à quelques coups de fer dessinant les nervures des feuilles. Le fer principal est le grain d'orge, il est utilisé pour la réalisation du jeu de fond appelé "grain d'orge". Un ou deux fers plus larges servaient aussi pour rythmer la reparure.
Sous Louis XV, les fers à réparer deviennent plus larges, plus ovales et surtout plus nombreux, la reparure devient donc plus ondulée et plus vivante. La dorure s'opère entre un jeu de mat et de brunis, ce qui s'équilibre très bien. Il suffit de visiter les petits appartements du roi au Château de Versailles, pour admirer la vibration et l'équilibre des dorures à cette époque.
Sous Louis XVI, les sculptures deviennent très fines et donc, la technique de dorure s'adapte et les apprêts de dorure, habituellement fait avec du blanc de Meudon, sont maintenant fait avec du kaolin et accueillent seulement 3 à 4 couches d'apprêts sur le bois.
Après la Révolution française, la dorure, signe de la monarchie, est mise de côté.
Sous l'Empire, c'est une technique connue depuis plusieurs siècles qui est remise à la mode : la dorure à la mixtion, une huile de lin mélangée à du siccatif. Elle est plus rapide, que la dorure à l'eau, et moins coûteuse.
L’arrivée de la production industrielle de bois doré et les deux guerres mondiales mirent à mal le métier de doreur sur bois. Ce n’est que dans les années 1950 que la dorure sur bois retrouve un peu d’attrait. Avec la loi Malraux de 1962, sur les secteurs sauvegardés, les doreurs retrouvent du travail dans la rénovation des œuvres dorées, mais le métier tend à disparaître.

## Technique
La dorure à l'eau est la technique la plus compliquée par rapport à celle de la dorure à la mixtion.
Avant la pose de la feuille, plusieurs étapes, très importantes, doivent être réalisées :
1. Le dégraissage de la surface → A l'alcali (ammoniaque), afin de supprimer tout gras ayant pu être apporté par le toucher ou par l'outil de celui qui a réalisé l'objet.
2. L'encollage → A base de colle de peau de lapin, il est badigeonné sur la surface. Selon les ateliers de dorure, certains le passent pur et d'autres passent cette première couche avec une faible charge de blanc de Meudon.
3. L'apprêtage → La colle de peau de lapin est mélangée avec une charge importante de blanc de Meudon, mais reste sous forme liquide. Cet apprêt est appliqué avec une brosse en soie de porc, des couches successives sont badigeonnées sur la surface du bois. Une alternance de couches piquées et de couches lissées créée une épaisseur sur cette surface. Le minimum de couches est variable en fonction de la suite des étapes, par exemple, si la surface ne doit accueillir que des ornements collés, il est possible de ne faire que 5 couches d'apprêts. Si, la surface doit accueillir un gravé, un minimum de 15 couches est à prévoir pour que la reparure soit agréable. Cette étape est importante, même si elle ne se voit finalement pas, puisque si la préparation du support est mauvaise, ce problème suivra le doreur jusqu'à la pose de la feuille.
4. Le ponçage/adoucissage → L'apprêtage empâte considérablement les sculptures, il est donc impératif de faire un ponçage au papier de verre ou même un adoucissage avec du papier de verre à eau.
5. La reparure → Cette étape est la deuxième étape la plus importante dans la dorure et la plus laborieuse car, les moindres défauts de la reparure se révéleront à la pose de la feuille. Elle se réalise avec des fers à reparer qui comportent différents noms comme : grain d'orge, fer à refendre, langue de chat, aile de pigeon, fer carré, fer rond, fer ballon, méplat, etc. et chaque fer a une fonction précise. La reparure sert à reprendre les sculptures empâtées par l'apprêtage. Contrairement au sculpteur sur bois qui pousse ses gouges, le doreur tire ses fers.
6. Le jaune d'encollage → Il n'est présent que dans les fonds des sculptures/gravés. La feuille restant un métal, elle est cassante et n'épouse pas parfaitement les creux, le jaune sert donc de trompe l'œil. Ce jaune est de l'ocre jaune et se mélange avec de la colle de peau lapin et de l'eau. Dans certains ateliers, le jaune d'encollage fait avec l'ocre est remplacé par de l'assiette jaune.
7. L'assiette → Elle ne s'applique que sur les parties saillantes, là où le doreur veut rendre, par la suite, les parties brillantes. Elle est "couchée" avec un pinceau plat, à poil doux, en 3-4 couches maximum. Elle sert d'assise à la feuille d'or et à créer une onctuosité sous la feuille.
8. Chiennage → Cette étape permet de lustrer l'assiette, avec un pinceau en poils de sanglier, appelé un "chien".
9. Pose de la feuille → Le doreur ne peut toucher la feuille d'or avec ses doigts, il se munit alors de plusieurs outils comme : le coussin à dorer, le couteau à dorer, la palette à dorer, les appuyeux, le mouilleux et le seau à dorer. Le coussin à dorer est l'endroit où repose la feuille, tout se fait sur ce coussin. Le couteau à dorer, aiguisé mais pas trop afin de ne pas couper le coussin du doreur. La palette à dorer, souvent en poil de martre pour la dorure à l'eau, sert a attraper la feuille, à la manier, sans la toucher. Les appuyeux sont de petits pinceaux à poils longs de petit gris, qui servent à appuyer la feuille après qu'elle a été posée. Le mouilleux est aussi un pinceau, à poils longs et en petit gris, qui sert à détremper la surface d'eau avant d'appliquer la feuille. Le seau à dorer contient l'eau qui sert à dorer.
10. Le brunissage → A l'aide d'une pierre d'agate, le doreur vient frotter la dorure sèche afin de créer une brillance. En France, le "code" de brunissage fait qu'il y a une lisibilité de la moulure avec une alternance de brunis et de mats. En Italie, les doreurs brunissent entièrement la surface, sans mats, ce qui donne un effet très clinquant.
11. Le matage → Mélange d'eau et de colle de peau de lapin, il est appliqué un sur deux avec les brunis et souvent dans les fonds des sculptures.
12. La patine → Elle n'est pas obligatoire, pour un rendu neuf la dorure s'arrêterait à l'étape précédente. Chaque atelier a ses techniques de patine, avec des fuchsines à l'alcool, des terres ou même des aquarelles.
13. Jaune d'épaisseur → L'ocre jaune est encore présent dans cette étape, qui elle non plus, n'est pas obligatoire. Sur certain cadres, le contour est jaune, c'est donc ça le jaune d'épaisseur. Un mélange d'ocre jaune, de colle de peau de lapin, de blanc de Meudon créant un mélange très lourd et pâteux s'applique sur le pourtour du cadre. À l'époque, les cadres avec un pourtour doré étaient plutôt pour les gens "fortunés" et ceux comportant un pourtour en jaune d'épaisseur étaient pour les personnes moins "fortunées".

Dans le cadre d'une restauration, l'intervention dépend de l'état et de l'examen l'objet. La première tâche consiste à vérifier la qualité et solidité de l'objet, à pallier ses défauts.
À l'époque, les étapes du dégraissage à la reparure étaient plutôt réalisées par des hommes, et celles à partir du jaune d'encollage étaient le plus souvent réalisées par des femmes. Aujourd'hui, le métier se féminisant, ce système de travail n'est plus vraiment appliqué.
Les feuilles d'or sont obtenues par battage, il existe un batteur d'or en France. Le dernier est l'entreprise Dauvet, à Excenevex, près du Lac Léman qui a fermé en 2018.